# إزرائيل غالفان
إزرائيل غالفان (بالإسبانية: Israel Galván) هو مبدع إسباني، ولد في 12 يوليو 1973 في إشبيلية في إسبانيا.

## وصلات خارجية
- الموقع الرسمي